# The Ronettes

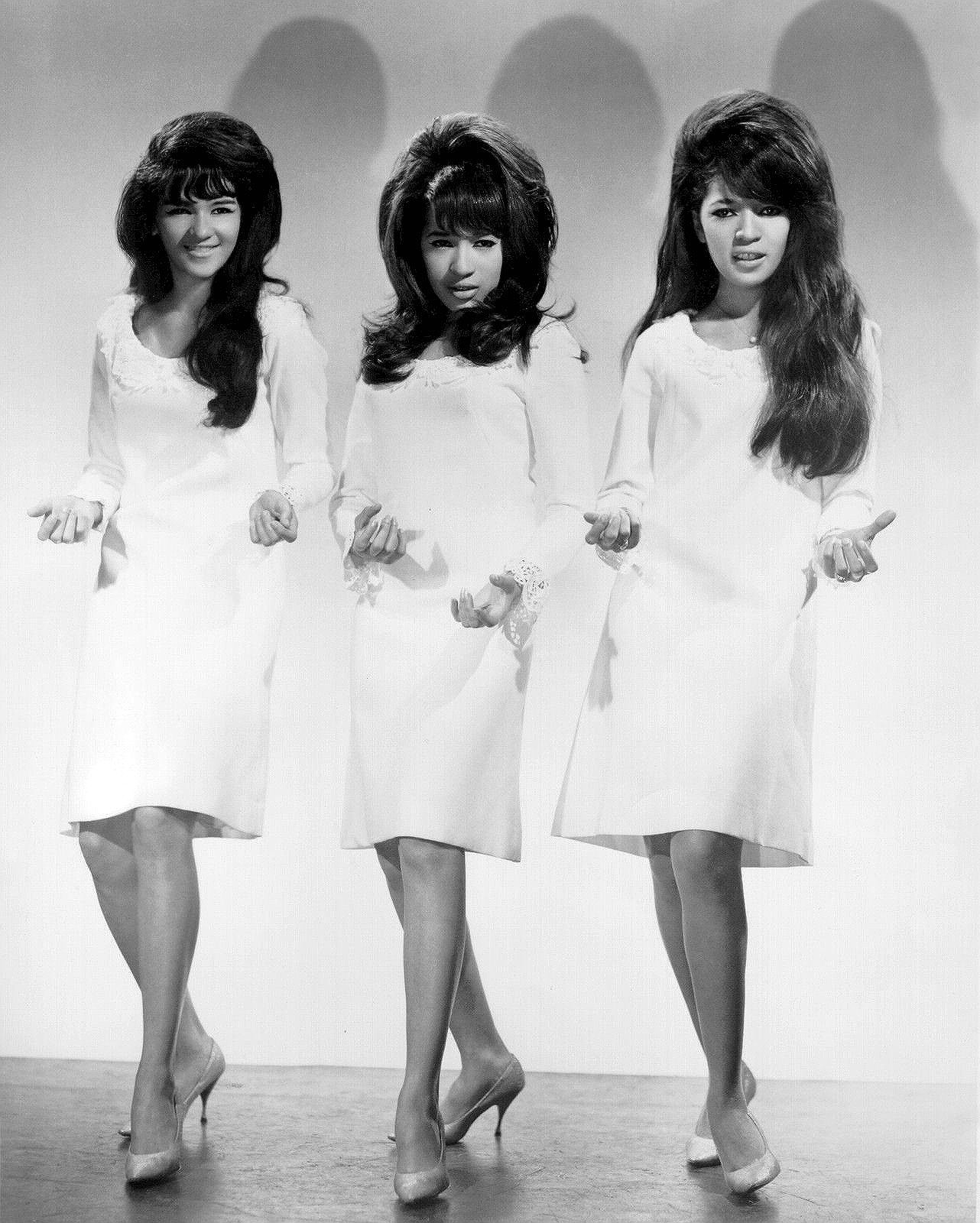
The Ronettes 1966 från vänster,
Nedra Talley, Ronnie Spector och Estelle Bennett.

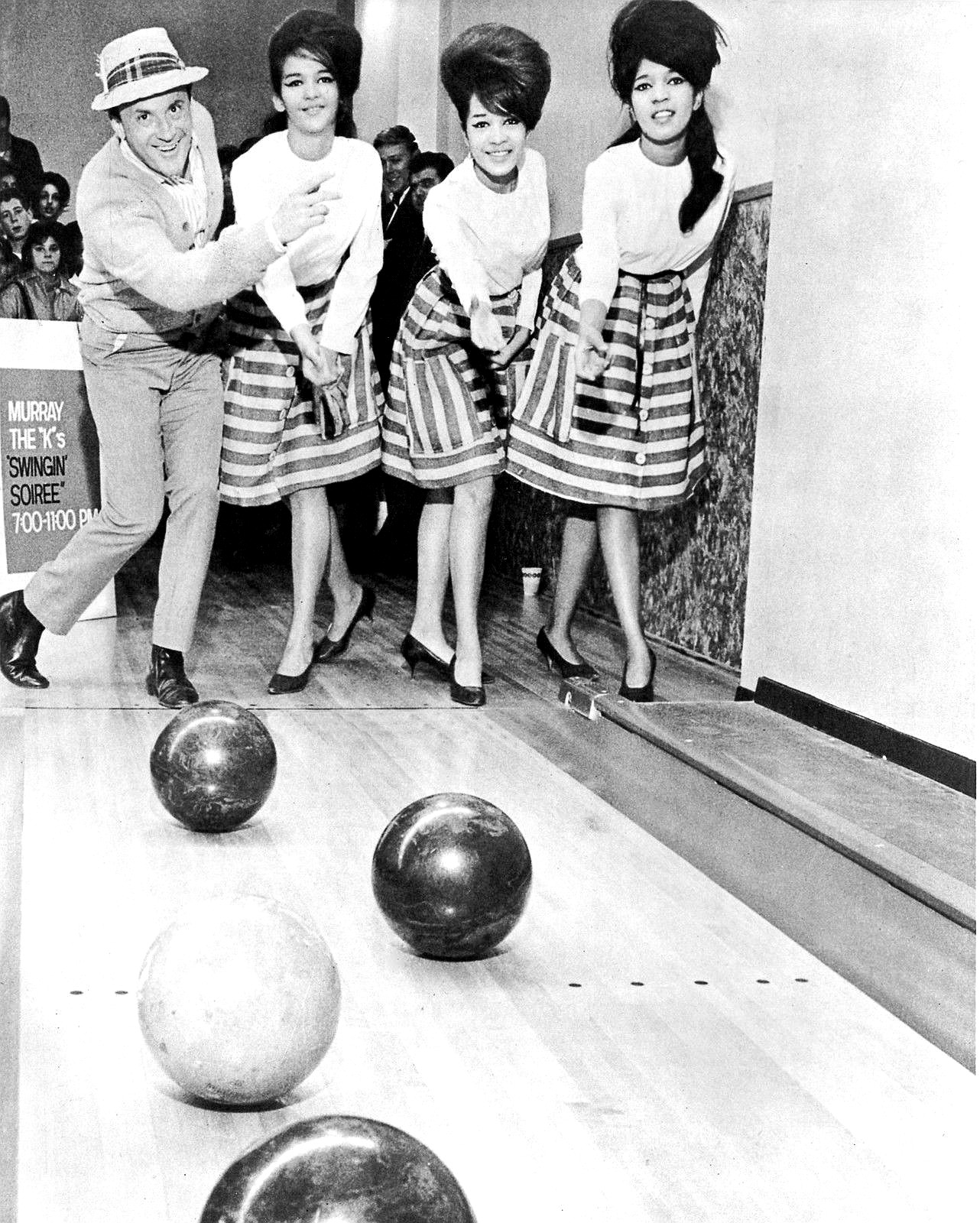
The Ronettes och den populäre discjockeyn Murray the K 1962.

The Ronettes var en vokal poptrio bildad i New York, USA, 1959. The Ronettes bestod av systrarna Estelle och Veronica "Ronnie" Bennett (Ronnie Spector) samt deras kusin Nedra Talley. Deras största hit blev "Be My Baby" (Phil Spector/Jeff Barry/Ellie Greenwich) från 1963.
1961 fick gruppen sitt första skivkontrakt på bolaget Colpix Records och då gick de under namnet Ronnie and the Relatives. Snart byttes dock namnet till Ronettes. De lyckades dock inte nå någon framgång på Colpix och Ronnie kontaktade Phil Spector för att höra om han var intresserad av att spela in med gruppen, vilket han ville. Spector gav gruppen kontrakt på sitt bolag Philles Records och efter en lite trög start, deras första inspelningar gavs ut som The Crystals, spelade gruppen in "Be My Baby". Låten blev en internationell hitsingel under hösten 1963 och har sedan dess betraktats som en av Phil Spectors definitiva studioproduktioner. En uppföljarsingel, "Baby, I Love You" släpptes ganska omgående och även om den nådde respektabel placering på listorna både i USA och Storbritannien var den långt ifrån samma framgång som "Be My Baby".
Efter en turné i England i januari 1964 återgick gruppen till Phil Spectors studio och spelade in låten "(The Best Part of) Breakin' Up". Den följdes av "Do I Love You" och "Walking in the Rain" som alla nådde topp 40-placering på Billboard Hot 100. Gruppens första, och senare enda skulle det visa sig, studioalbum Presenting the Fabulous Ronettes featuring Veronica lanserades hösten 1964. Från 1965 och framåt uteblev dock framgångarna och 1966 efter singeln "I Can Hear Music" upplöstes gruppen. Låten spelades 1969 in av The Beach Boys och de fick en ganska stor hit med den. Kort efter att Ronettes upplösts 1966 gifte sig Ronnie med Phil Spector. Under 1970-talet, efter att Ronnie och Phil skiljt sig 1972 försökte sig Ronnie på en nystart av The Ronettes vilket inte föll väl ut och hon satsade istället på en solokarriär. Ronnie Spector har också varit med och sjungit i låten Take Me Home Tonight (1986) som är gjord av rock/pop-legenden Eddie Money.
The Ronettes blev invalda i Rock and Roll Hall of Fame år 2007. 2022 är Nedra Talley (75) den sista överlevande medlemmen i gruppen. 

## Diskografi
Studioalbum
- 1964 - Presenting the Fabulous Ronettes Featuring Veronica

Samlingsalbum
- 1963 - Today's Hits
- 1963 - A Christmas Gift for You
- 1965 - The Ronettes featuring Veronica
- 1975 - The Ronettes Sing Their Greatest Hits
- 1976 - Phil Spector's Wall of Sound: Rare Masters Vol. 1
- 1976 - Phil Spector's Wall of Sound: Rare Masters Vol. 2
- 1981 - The Ronettes Sing Their Greatest Hits Vol. 2
- 1985 - The Ronettes: The Colpix Years 1961-1962
- 1990 - The Ronettes: The Early Years
- 1992 - The Best of the Ronettes
- 1997 - The Ronettes: The Ultimate Collection
- 2005 - Silhouettes
- 2010 - Be My Baby: The Very Best of the Ronettes

Singlar
- 1961 - I Want A Boy / Sweet Sixteen
- 1962 - I'm Gonna Quit While I'm Ahead / I'm On the Wagon
- 1962 - I'm Gonna Quit While I'm Ahead / My Guiding Angel
- 1962 - Silhouettes / You Bet I Would
- 1962 - Good Girls / Memory
- 1963 - Be My Baby / Tedesco & Pitman
- 1963 - Baby, I Love You / Miss Joan & Mr Sloan
- 1964 - (The Best Part Of) Breakin' Up / Big Red
- 1964 - Do I Love You? / Bebe & Susu'"
- 1964 - Walking In The Rain / How Does it Feel?
- 1965 - Born To Be Together / Blues For Baby
- 1965 - Is This What I Get For Loving You? / Oh, I Love You
- 1965 - He Did It (1961) / Recipe For Love
- 1966 - I Can Hear Music / When I Saw You
- 1969 - You Came, You Saw, You Conquered! / Oh, I Love You
- 1973 - Go Out and Get It / Lover Lover
- 1974 - I Wish I Never Saw The Sunshine / I Wonder What He's Doing
- 1976 - Paradise / When I Saw You